# Artemps
Artemps é uma comuna francesa na região administrativa de Altos da França, no departamento Aisne. Estende-se por uma área de 6,31 km². Em 2010 a comuna tinha 371 habitantes (densidade: 58,8 hab./km²).